# Asamblea Popular de los Pueblos de Oaxaca
A Asamblea Popular de los Pueblos de Oaxaca (em português: AssemblEia Popular dos Povos de Oaxaca), ou simplemeste APPO, é um conjunto de organizações sociais unidas depois de uma tentativa de repressão de professores em protesto, por parte do governo estatal na capital de Oaxaca, México.
Foi constituída formalmente entre os dias 17 e 21 de junho de 2006. Desde então, a APPO acusa o governador de Oaxaca Ulises Ruiz Urtiz, dentre outras coisas, de desviar fundos para apoiar a campanha presidencial de Roberto Madrazo Pintado (candidato do Partido Revolucionário Institucional Mexicano à presidência da República), exigindo assim, a renúncia do primeiro para finalizar suas manifestações e chegar a um acordo sobre a situação educativa da entidade.

## Origens
O conflito entre a APPO e o governo de Oaxaca nasce com o apoio as demandas da Seção 22 do Sindicato Nacional de Trabalhadores da Educação mexicano (SNTE), que agrupa os mestres e trabalhadores do sistema educativo nacional. A SNTE (organizada pela dissidência magisterial da Coordenação Nacional de Trabalhadores da Educação do México), solicitava no 1º de maio de 2006, o aumento dos salários dos trabalhadores da educação do estado de Oaxaca e o afastamento de Ulises Ruiz. O governador se negou a dar respostas às exigências dos professores, razão pela qual declararam greve que pôs em perigo a conclusão do ciclo escolar de 2005-2006 no estado. A repressão do estado foi frustrada pelos grevistas em um enfrentamento violento com a policia estatal, o que criou más tensões e adiamento dos reinícios das aulas. Tempo depois a APPO se formou, modificando as prioridades da carta de exigências do movimento, tendo entre outras, a imediata destituição do governador ou sua renúncia (acusando-o de repressor), o cancelamento das ordens de prisão contra membros e libertação imediata dos integrantes encarcerados.

## Resenha histórica
Em maio de 2006, depois dos enfrentamentos, a Seção 22 da SNTE desconsiderou negociações com Ulises Ruiz, quando estora a greve de 22 de maio em todas as escolas públicas de Oaxaca. No dia 20 do mesmo mês, Moisés Cruz, militante perredista e líder da Internacional Vermelha de Indígenas Imigrantes Oaxaquenhos, foi assassinado em San Juan Mixtepec, na região Mixteca do ocidente do estado.
Assim, a APPO convocou manifestações pelas principais ruas da capital oaxaquenha, chegando a reunir 800 mil pessoas, sendo a principal exigência a renúncia do governador. Em julho de 2006, a APPO boicotou a Guelaguetza, com o argumento de que se tratava de uma festividade popular comercial e não deveria preocupar-se em assistir. O Auditório Guelaguetza (cenário dessas festas) foi incendiado, e a APPO e a Seção 22 do SNTE foi acusada do feito. Finalmente, a APPO organizou uma “Guelaguetza Popular” que ocorreu no Instituto Tecnológico de Oaxaca, com a participação de várias delegações do estado que originalmente participaria da comemoração oficial.
Foram feitas ocupações em meios de comunicação estatal (como o canal 9), e os universitários cederam o espaço da estação de rádio da Universidade Autônoma Benito Juarez de Oaxaca - UABJO (Radio Universidad). Tanto o canal de televisão quanto as rádios têm servido à APPO para organizar o movimento e difundir informações sobre o curso das circunstâncias, assim como emitir alertas, programação infantil, educativa e cultural. As sedes desses meios de comunicação já foram atacadas por diversas ocasiões com tiros, sofrendo também sabotagens.
Simpatizantes da APPO têm sido assassinados em diversas regiões do estado, especialmente na em Mixtexa, a mais pobre da região e uma das mais pobres do México. Em Jamiltepec, por exemplo, foram assassinados três indígenas triquis pertencentes ao Movimento Único de Libertação Triqui Independente (MULTI). Nesse período, duas manifestações foram recebidas com disparos de agentes da polícia estadual, causando a morte de um membro da Assembleia em cada ataque. Assim mesmo, ocuparam várias prefeituras, como Zaachila, Miahuatlán de Porfírio Diz e Santa Cruz Amilpas. Em agosto de 2006, membros da APPO tomaram o posto de pedágio de Huitzo (município de Telixtlabauaca) e permitiram a entrada livre de impostos por esse ponto da estrada que comunica Oaxaca de Juárez com Puebla de Zaragoza.
Em setembro do mesmo ano, a APPO formou uma caravana que se deslocou de Oaxaca até chegar em 9 de outubro à Cidade do México, para reunirem-se nos arredores da sede do Senado da República. A primeira marcha durou 19 dias. Entretanto, os governadores e a dirigentes do PRI reafirmaram seu apoio a Ulises Ruiz Urtiz. As organizações empresariais declararam interrupção de suas atividades em diversas ocasiões, diminuindo nelas cada vez mais a participação no comércio.
Existiram mesas de diálogos entre o governo federal, o governo de Oaxaca e a APPO. Como fruto do diálogo, em 26 de outubro, a APPO e a Seção 22 do SNTE, haviam decidido reiniciar as aulas nas escolas públicas, canceladas havia cinco meses. Contudo, as decisões tomadas a partir de 27 de outubro (expostas em seguida) pararam as negociações.

## Intervenção das forças federais em Oaxaca
Desde a última semana de outubro de 2006, foi noticiada a mobilização dos corpos militares na Sierra de Juárez ao norte do estado, como reforço ao envio de aeronaves da Marinha mexicana realizado em setembro de 2006 e negado tanto pela Secretaria de Governo como pelo titular da Armada do México.
Em 27 de outubro, deu-se o enfrentamento entre membros da APPO e paramilitares. Nesse assalto morreu o jornalista estadunidense Brad Will, do Centro de Mídia Independente de Nova York e outros três simpatizantes, além de vinte e três feridos. Em 15 de novembro a procuradora de justiça de Oaxaca, Lizbeth Caña Cadeza assegurou que o jornalista foi assassinado intencionalmente por membros do grupo com que ele se encontrava. Frente à essas declarações da procuradora, a Anistia Internacional solicitou um perito externo, baseados em testemunhos médicos que recebeu a Bradley no hospital. Cabe ressaltar que a mesma Lizbeth Caña Cadeza havia mentido antes declarando que o mecânico José Jimenez Colmenares o havia matado durante uma briga por urinar no estacionamento de um bar, declarações que logo foram desmentidas pela procuradoria geral de justiça, reafirmando que foram franco-atiradores paramilitares que os assassinaram.
À essa altura somavam vinte os mortos no conflito, todos simpatizantes da APPO. Na manhã de 28 de outubro Vincent Fox deu ordem à Polícia Federal para intervir em Oaxaca. O governo exigiu aos membros da APPO a entrega da capital de Oaxaca. A APPO se negou redundantemente, apelando para o diálogo com a Secretaria de Governo que havia sido abandonada pelo governador Ulises Ruiz. Frente aos atos de violência, não se reiniciaram as aulas em escolas públicas, seguindo suspensas há cinco meses.
Na manhã de 29 de outubro de 2006, a Polícia Federal Preventiva (PFP) entrou com carros blindados na cidade de Oaxaca pela estrada México-Oaxaca. Desde a base militar de Santa Lucia Ixcotel, alguns grupos de cidadãos contrários à APPO celebraram a entrada das forças federais, mesmo que outros se manifestaram contrários. A PFP ao tentar dissolver a manifestação, utilizou gás lacrimogêneo e jatos d'água, aos quais a APPO respondeu com molotovs. A PFP destruiu barricadas da APPO no centro da cidade. Membros da assembleia popular responderam incendiando ônibus e recuando para a cidade universitária da UABJO. Nesta jornada a Comissão Nacional dos Direitos Humanos do México noticiou um saldo de dois mortos, várias dezenas de feridos, assim como alguns membros da PFP feridos com queimaduras na pele. Outras fontes noticiaram três mortos, um número incalculável de feridos e a detenção de aproximadamente cinquenta simpatizantes da APPO. Na noite de 29 de outubro, a Secretaria de Governo, por meio de seu titular, Carlos Abascal, havia negado que houve mortos no assalto da PFP às posições da APPO.

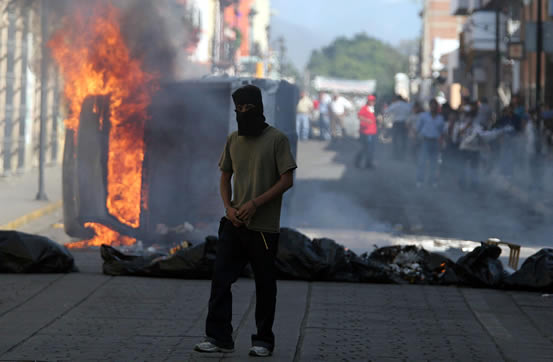
Conflito em Oaxaca entre populares e PFP

Em 2 de novembro, houve um enfrentamento violento entre membros da APPO e da PFP pelas ruas da UABJO, quando membros da PFP tentaram entrar nas instalações da universidade. A polícia foi expulsa pelos membros da APPO. A Secretária de Segurança Pública da Federação alegou que a PFP não tinha intenções de tomar a cidade universitária de Oaxaca. Em um comunicado da imprensa, ela informou que os elementos da PFP haviam retirado os veículos e demais barricadas que impediam os acessos, começado a limpar as ruas para restabelecer o livre trânsito de veículos e pessoas e seguir contribuindo com o restabelecimento da ordem e da paz pública na cidade.